# Audi A3
Audi A3 — автомобілі компактного класу з кузовом форми хетчбек, універсал (з 2012) та седан (з 2013), що виробляються компанією Audi концерну Volkswagen з 1996 року.

## Audi A3 8L (1996—2006)

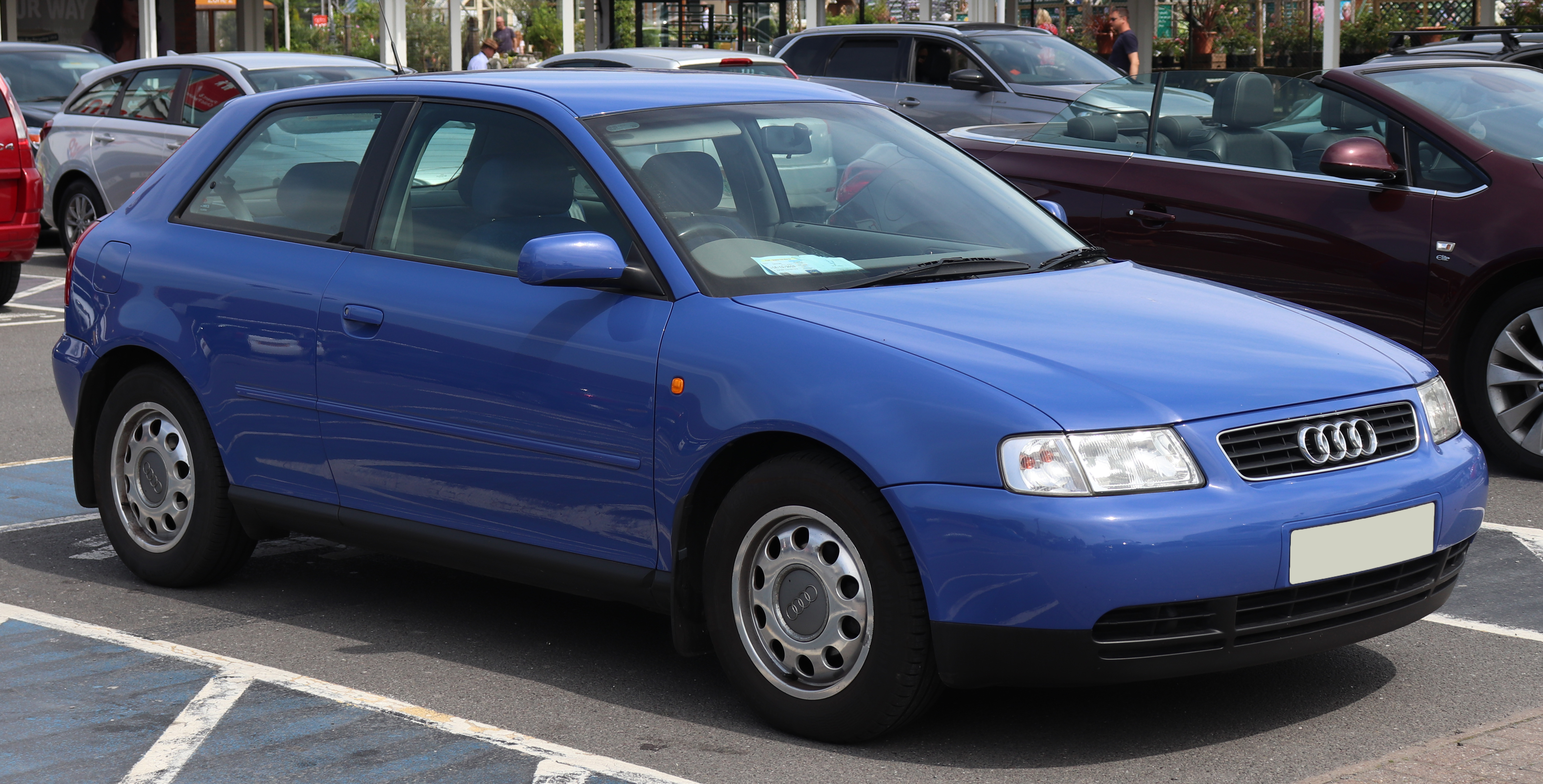
Audi A3 І

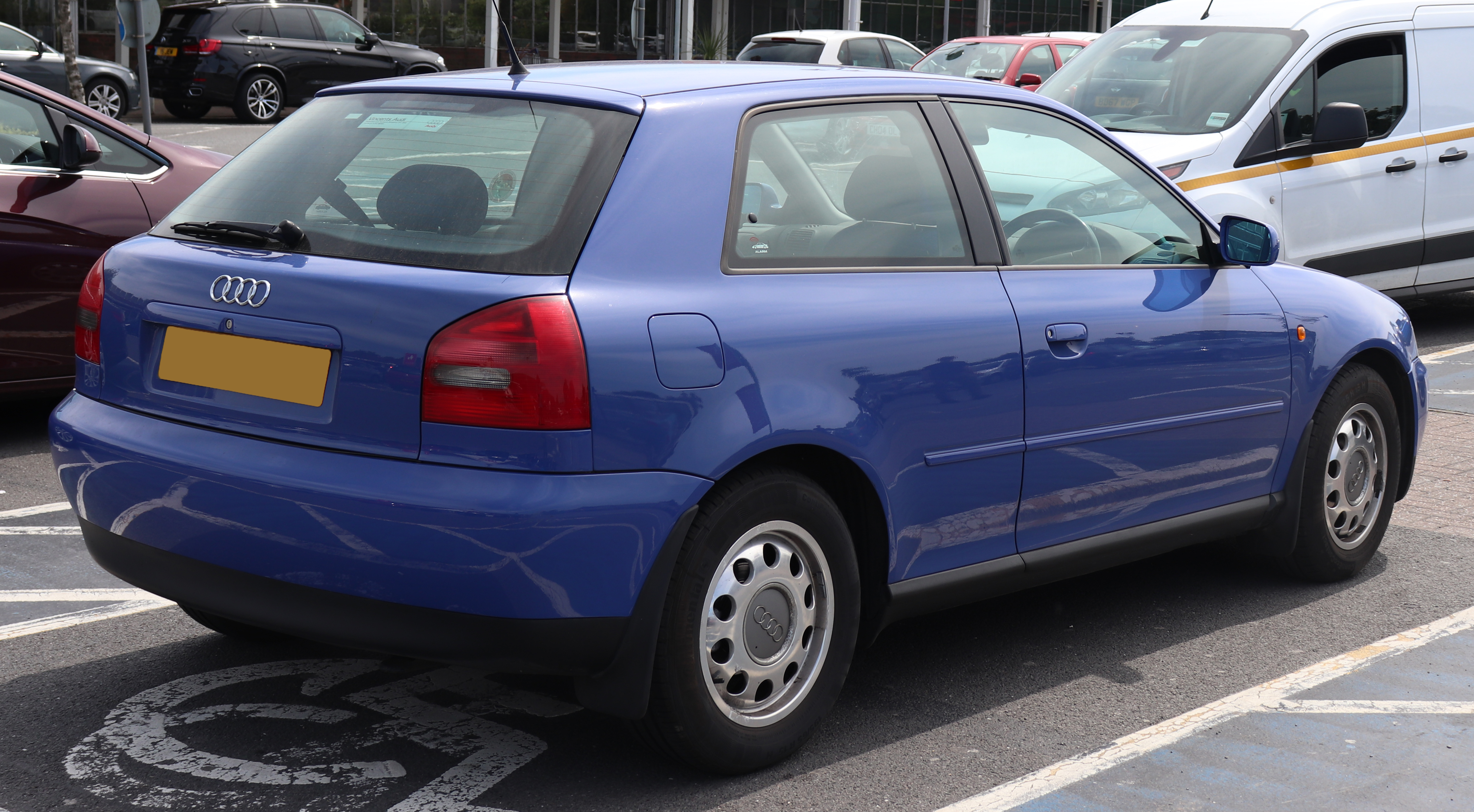
Audi A3 І

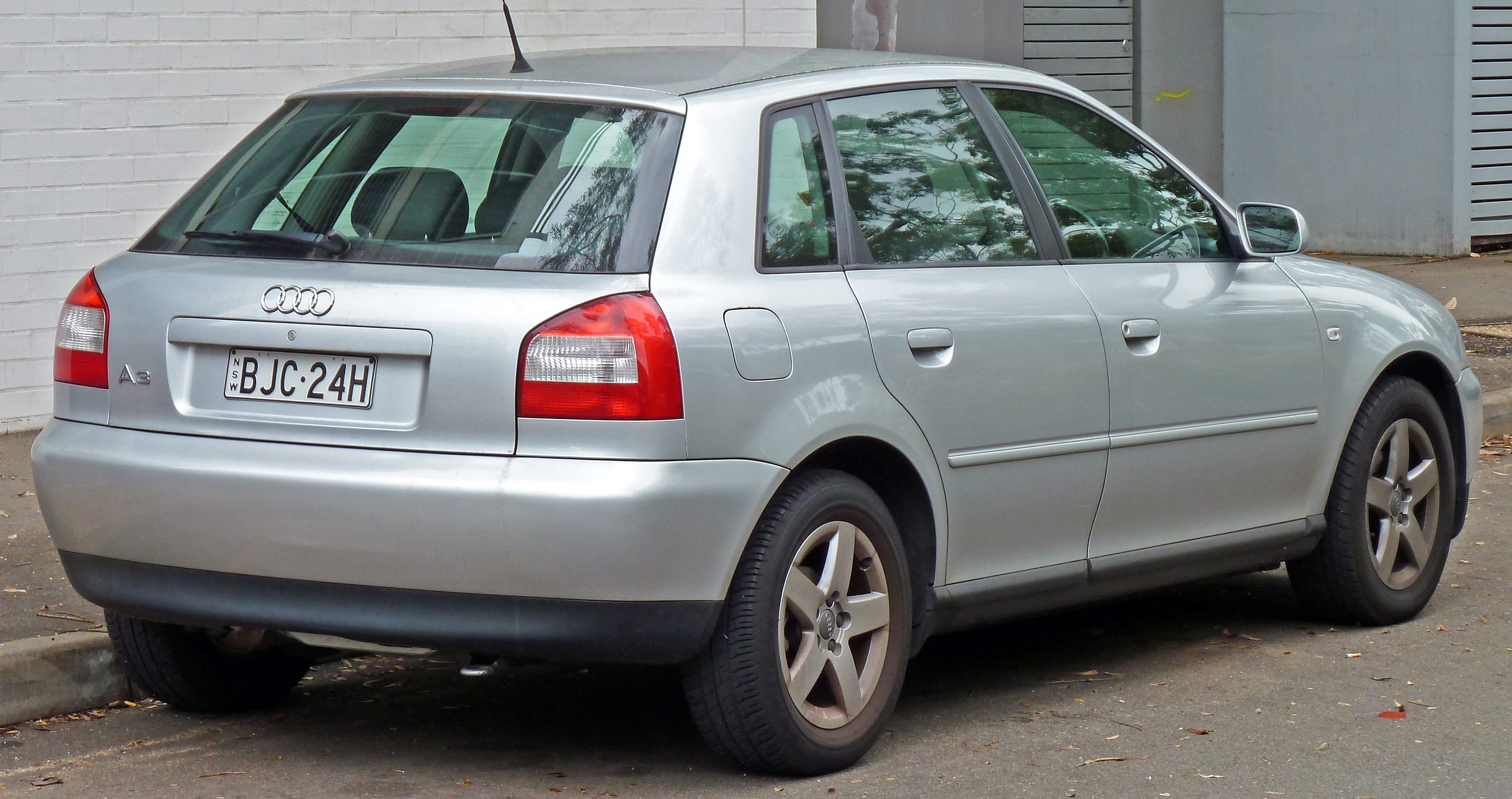
Audi A3 І Sportback

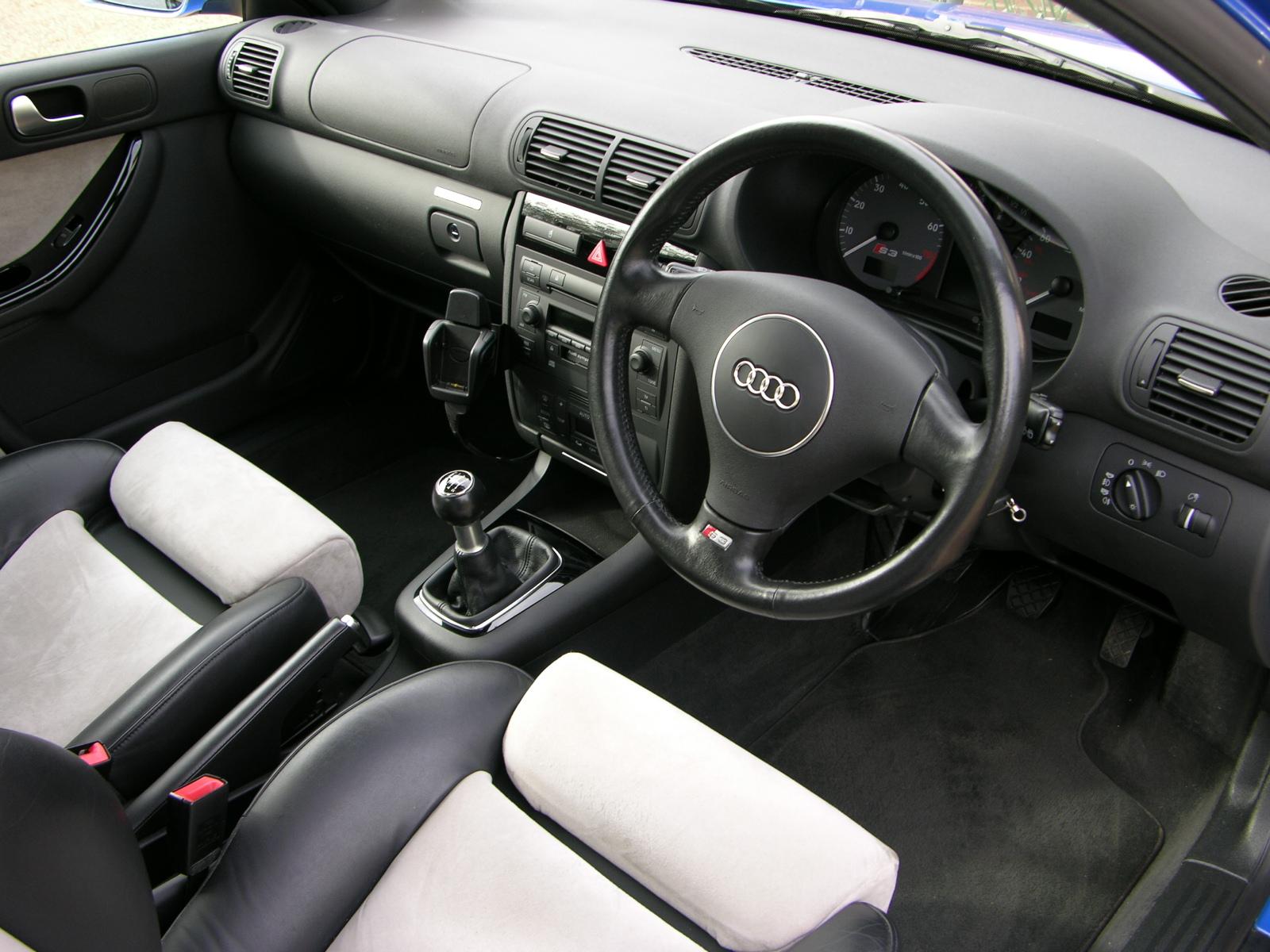

Історія моделі Audi A3 починається з 1996 року — тоді на європейський ринок вийшов трьохдверний хетчбек. Ідеологічний спадкоємець автомобіля Audi 50 зразка 1974 року базувався на платформі PQ34 зі стійками McPherson спереду, але, на відміну від одноплатформенного Гольфа тих років, Audi A3 отримала багатоважільну підвіску ззаду замість балки кручення. Довжина кузова (стиліст — Петер Шраєр) становила 4152 мм, ширина — 1735, колісна база — 2513. В 1999 році в гаммі з'явився п'ятидверний хетчбек під ім'ям A3 Sportback. На A3 ставили бензинові мотори 1.6 (101—102 к.с., 145—148 Нм), 1.8 (125 сил, 170 Нм), 1.8 Turbo (150—180 сил, 210—235 Нм), а також восьмиклапанний турбодизель 1.9 TDI (90-130 к.с., 210—310 Нм).
Серед версій були як передньопривідні, так і з приводом на обидві осі, як з «механікою» (п'ять або шість ступенів), так і з «автоматом» (чотири або п'ять діапазонів). На вершині знаходилася повнопривідна модифікація S3 з наддувною «четвіркою» 1.8, яка спочатку видавала 210 сил і 270 Нм, а після рестайлінгу — 225 і 280 відповідно. Розгін до 100 км/год в залежності від віддачі мотора тривав від 6,8 до 6,6 с. У списку оснащення моделі Audi A3 значилися шість подушок безпеки, система стабілізації, двозонний клімат-контроль, ксенонові фари, литі диски діаметром до 17 дюймів, комбінована або повністю шкіряна оббивка сидінь.
Рестайлінг Audi A3 відбувався в 2000 році.
Виробництво в Інгольштадті (Німеччина) закінчилося в 2003 році, але на Куритибі (Бразилія) випуск тривав до 2006 року (з 2000-го). Загальний тираж — 880 000 автомобілів.

### Двигуни
- 1.6 л I4
- 1.8 л 20v I4
- 1.8 л 20v Turbo I4
- 1.9 л TDI I4

## Audi A3 8P (2003—2012)

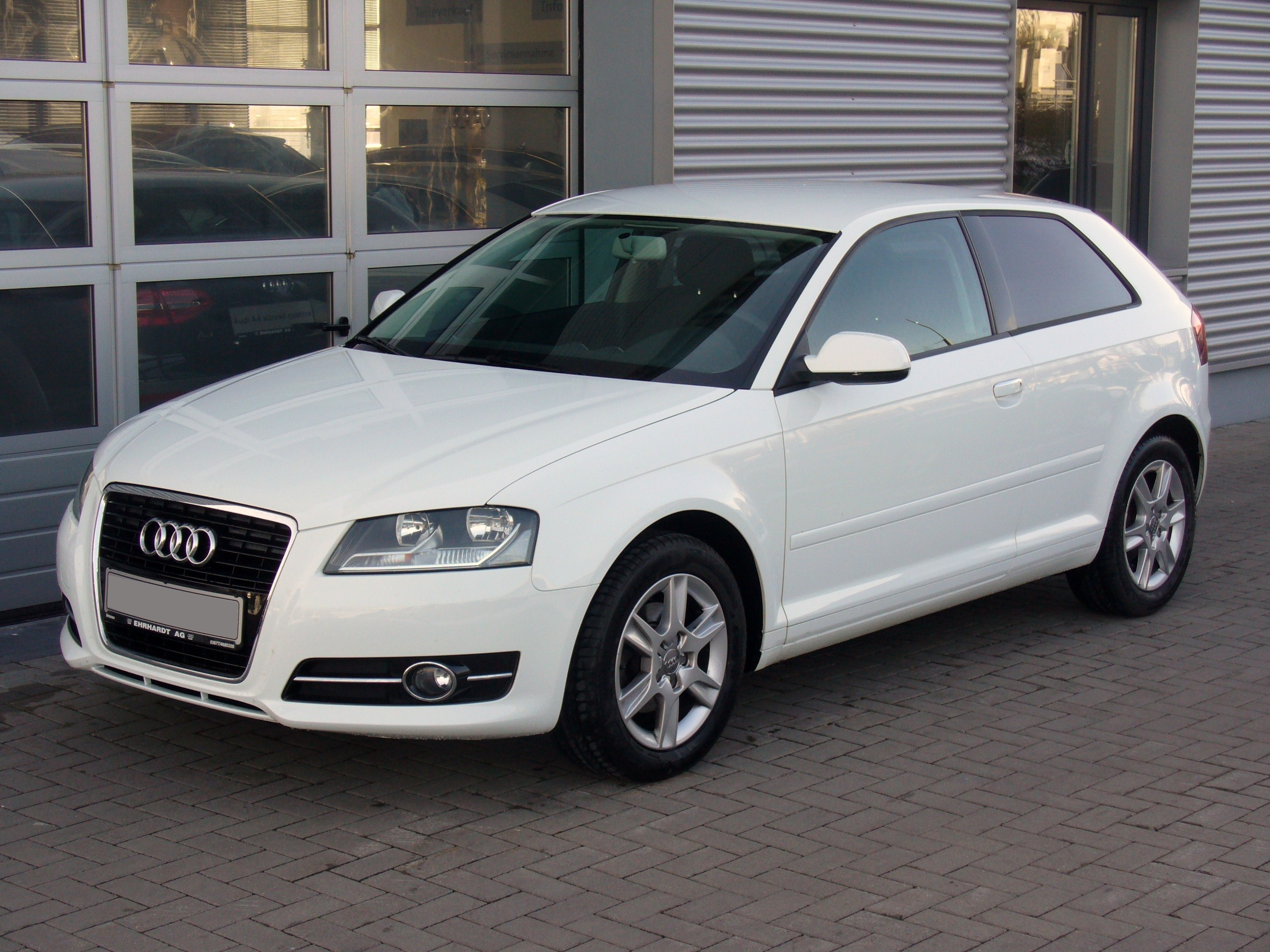
Audi A3 ІІ

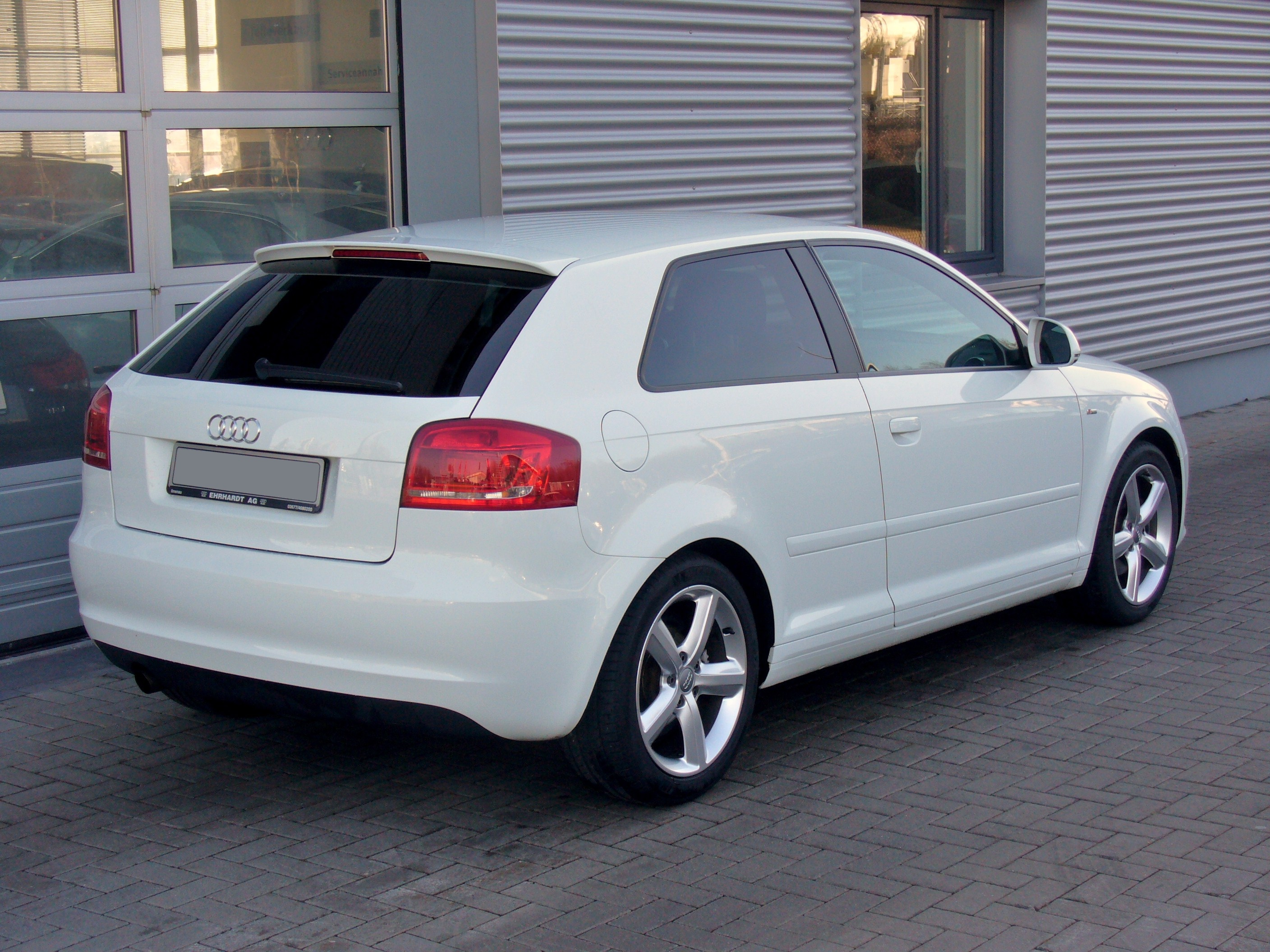
Audi A3 ІІ

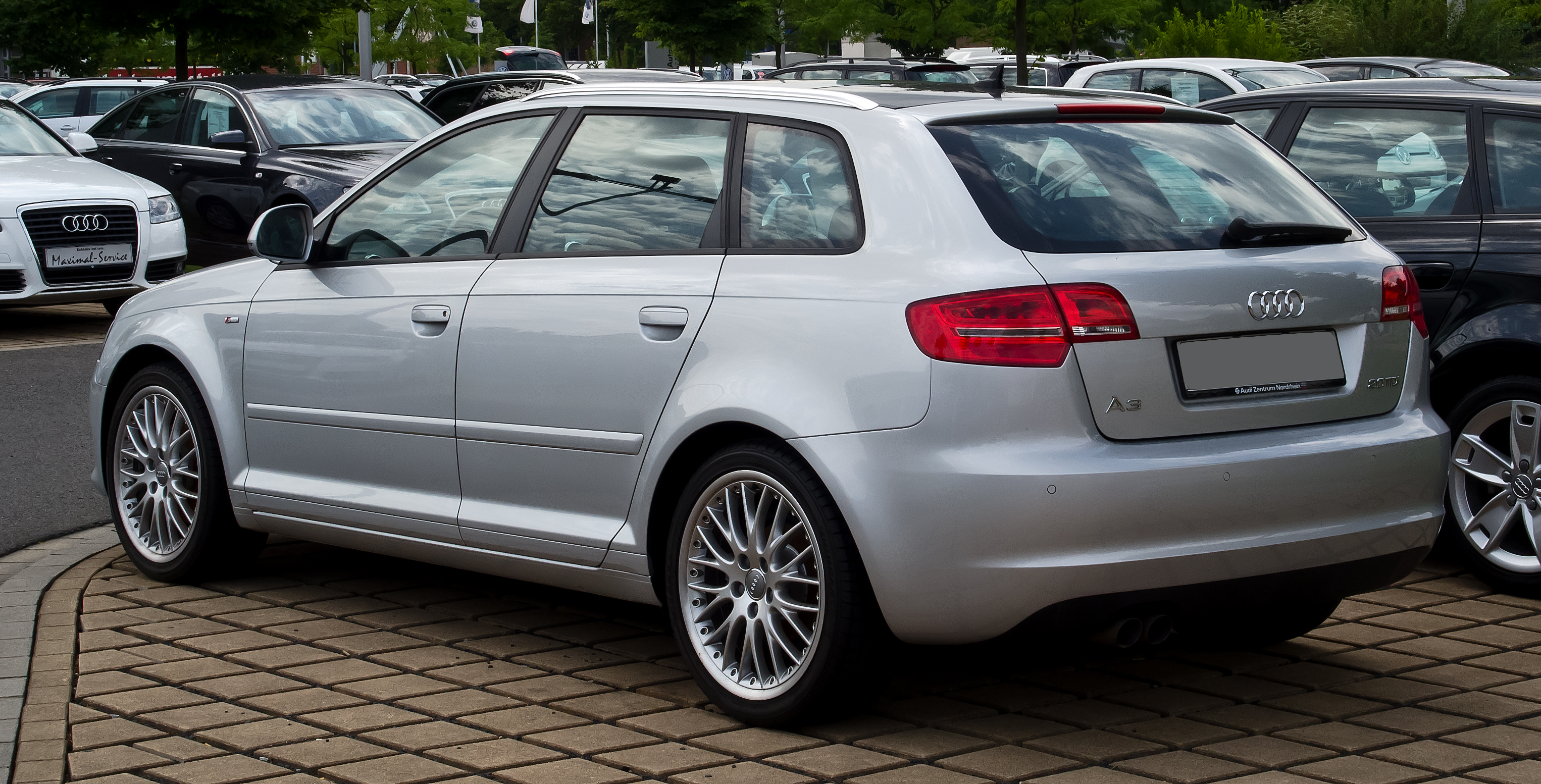
Audi A3 ІІ Sportback

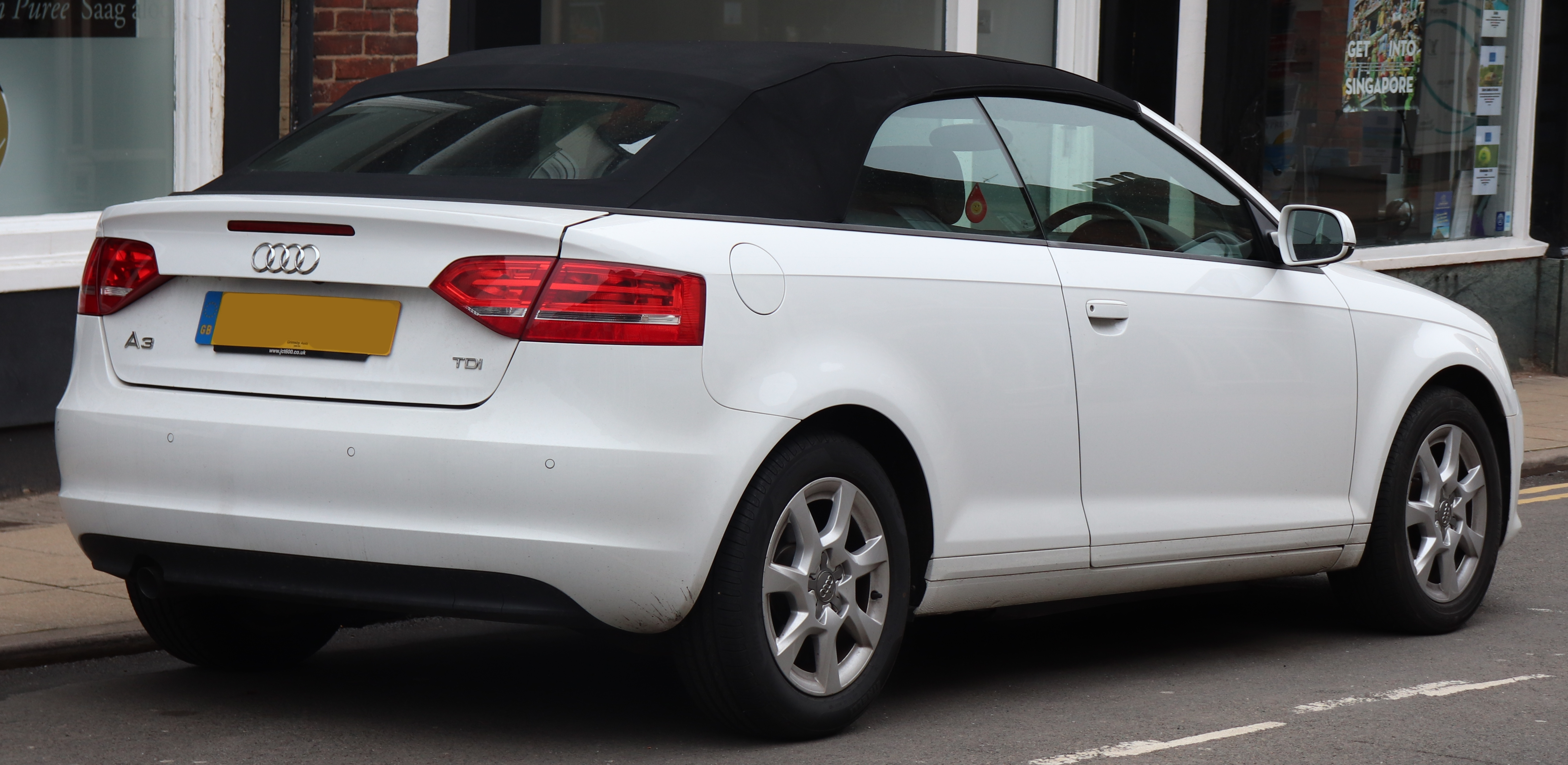
Audi A3 Cabriolet

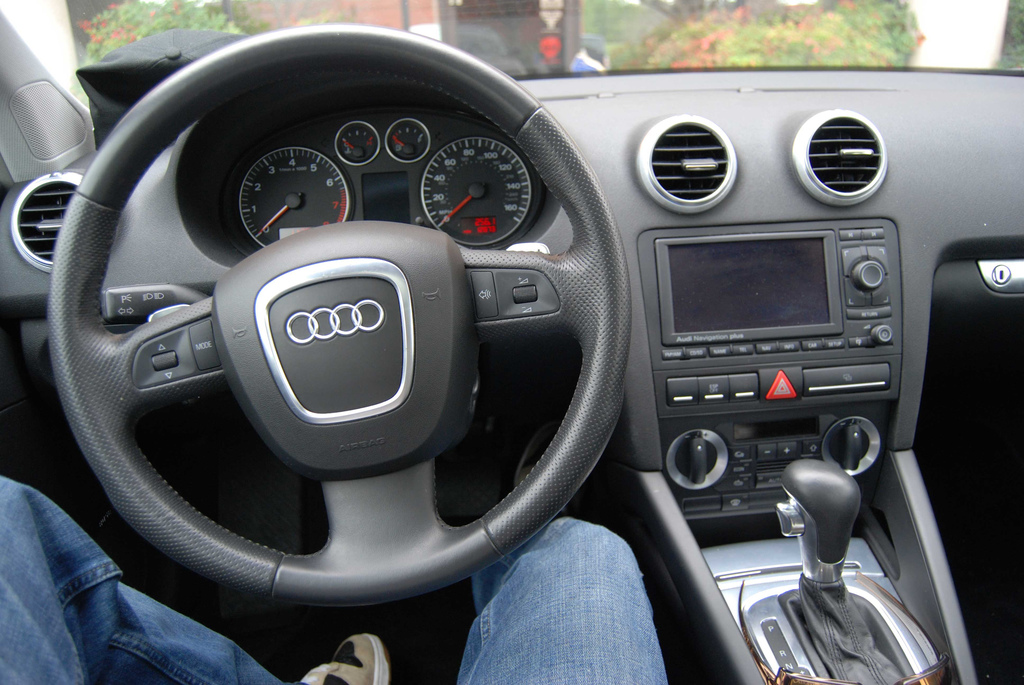

Машина другого покоління, чия довжина збільшилася до 4215 мм, а відстань між осями досягло 2578 мм, була серйозно орієнтована на збільшення продажів. З 2003 по 2012 рік було зібрано понад 900 000 автомобілів Audi A3.
Одна з причин — найширший вибір модифікацій. До трьох-і п'ятидверний хетчбеків додали кабріолет (у 2008 році), спортивна версія S3 могла бути як з трьома, так і з п'ятьма дверима, а під кінець випуску на радість випустили RS3 з 340-сильним турбомотором з п'ятьма циліндрами (до сотні — за 4,6 с). На звичайні ж A3 ставить вісім бензинових моторів (атмосферні або наддувні, 102—250 к.с. і 148—320 Нм) і три турбодизельних (90-170 к.с., 230—350 Нм) . Варіант S3 комплектувався 265-сильним мотором 2.0 TFSI (350 Нм). Вибір коробок передач зводився до двох видів «механіки» (п'ять або шість ступенів), двох видів «робота» S tronic (шість чи сім передач) і шестидіапазонного «автомата». За дев'ять років Audi A3 сходила з конвеєра заводів в Німеччині, Бельгії, Угорщини та Індонезії.
Рестайлінг відбувався в 2005 і 2008 роках.

### Двигуни
- 1.2 л I4 Turbo FSI (TFSI)
- 1.4 л I4 Turbo FSI (TFSI)
- 1.6 л I4
- 1.6 л I4 FSI
- 1.8 л I4 TFSI
- 2.0 л I4 FSI
- 2.0 л I4 TFSI
- 3.2 л VR6
- 1.6 л I4 TDI
- 1.9 л I4 TDI
- 2.0 л I4 TDI

## Audi A3 8V (2012—2020)

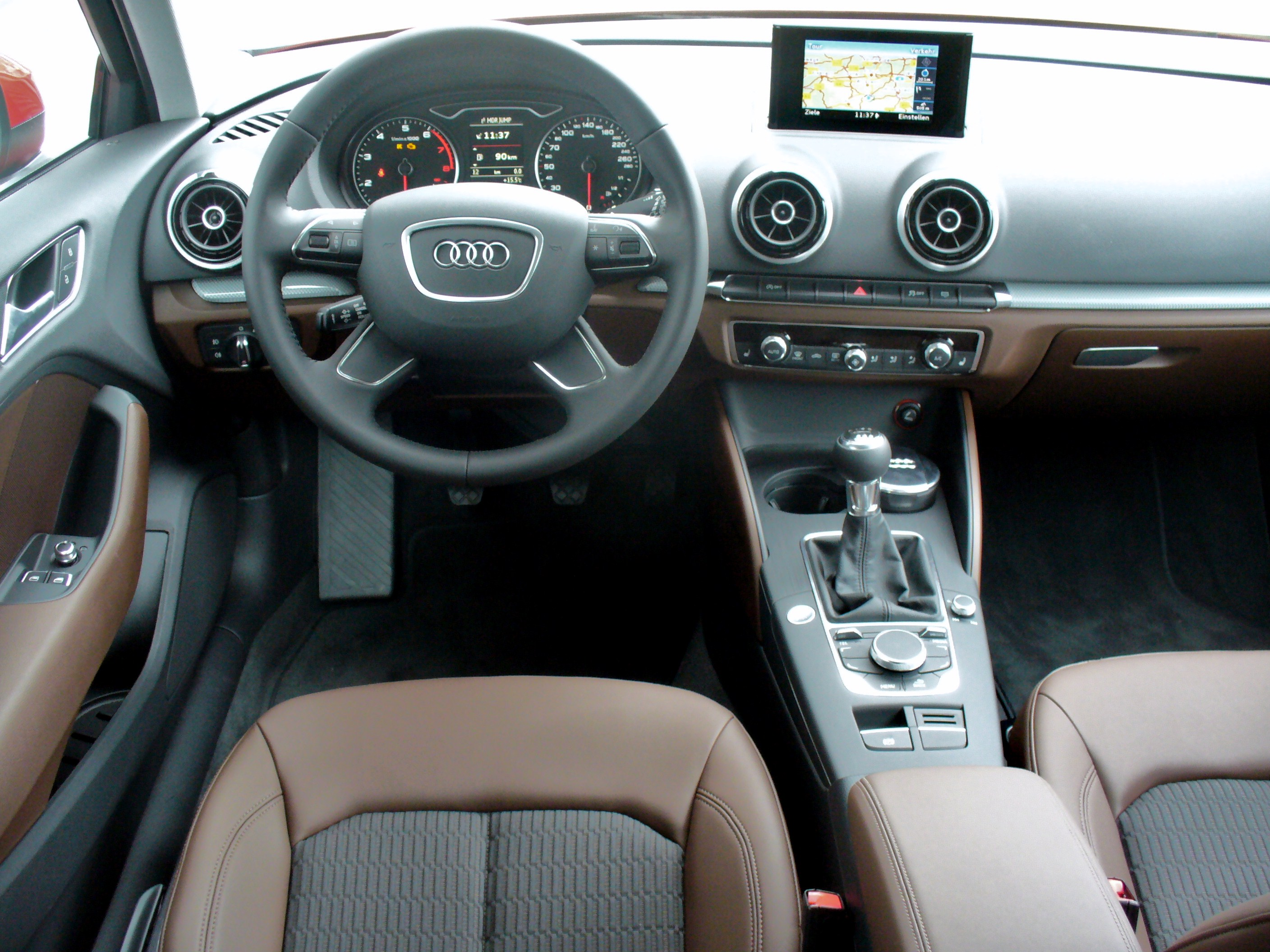

Прем'єра третього покоління сімейства Audi A3 відбулася 6 березня 2012 року на автосалоні в Женеві як трьохдверного хетчбека. Виробництво трьохдверного автомобіля почалось в травні 2012 року, продажі стартували 24 серпня 2012 року.
На Паризькому автосалоні 2012 року представлено спортивну версію Audi S3 і п'ятидверний хетчбек-універсал Audi A3 Sportback, продажі останнього стартували 15 лютого 2013 року. 27 березня 2013 року представлено A3 в кузові седан, продажі якого почалися в кінці травня 2013 року. На Франкфуртському автосалоні в вересні 2013 року представлено A3 в кузові кабріолет.
У продаж Audi A3 надійшла з трьома двигунами на вибір. Бензинових двигунів два — 1,4 TFSI (122 к.с., 200 Нм) і 1,8 TFSI (180 к.с., 250 Нм), оснащені безпосереднім уприскуванням палива. З дизелів поки представлений тільки 2,0 TDI, який видає 150 сил і 320 ньютон-метрів. Також перший час семидіапазонну роботизовану КПП S tronic з двома зчепленнями отримала лише 180-сильна версія (стандартне оснащення), а інші моделі отримали шестиступінчасту МКПП. Але пізніше розшириться гама модифікацій з АКПП, а також з'являться нові двигуни (включаючи 1,6 TDI, з яким витрата пального в змішаному циклі складе 3,8 л/100 км).
Крім базового додатково доступні два варіанти підвіски — базовий спортивний зі зменшенням кліренсу на 15 мм і S-line з пониженням на 25 мм.
Повнопривідні версії A3 з багатодисковим електрогідравлічним зчепленням з'явлися протягом 2012 року.
Новинка 2016 року — версія хетчбек із акумуляторним гібридом.
Що стосується версії Premium Sedan, то даний автомобіль обладнаний 4-циліндровим двигуном з турбонаддувом, потужністю 170 к.с., який зазвичай використовують автомобілі марки Volkswagen. Єдина доступна трансмісія — 6-ступінчаста автоматизована механічна.
Рестайлінг відбувався в 2017 році. Відбулася зміна передньої частини автомобіля.

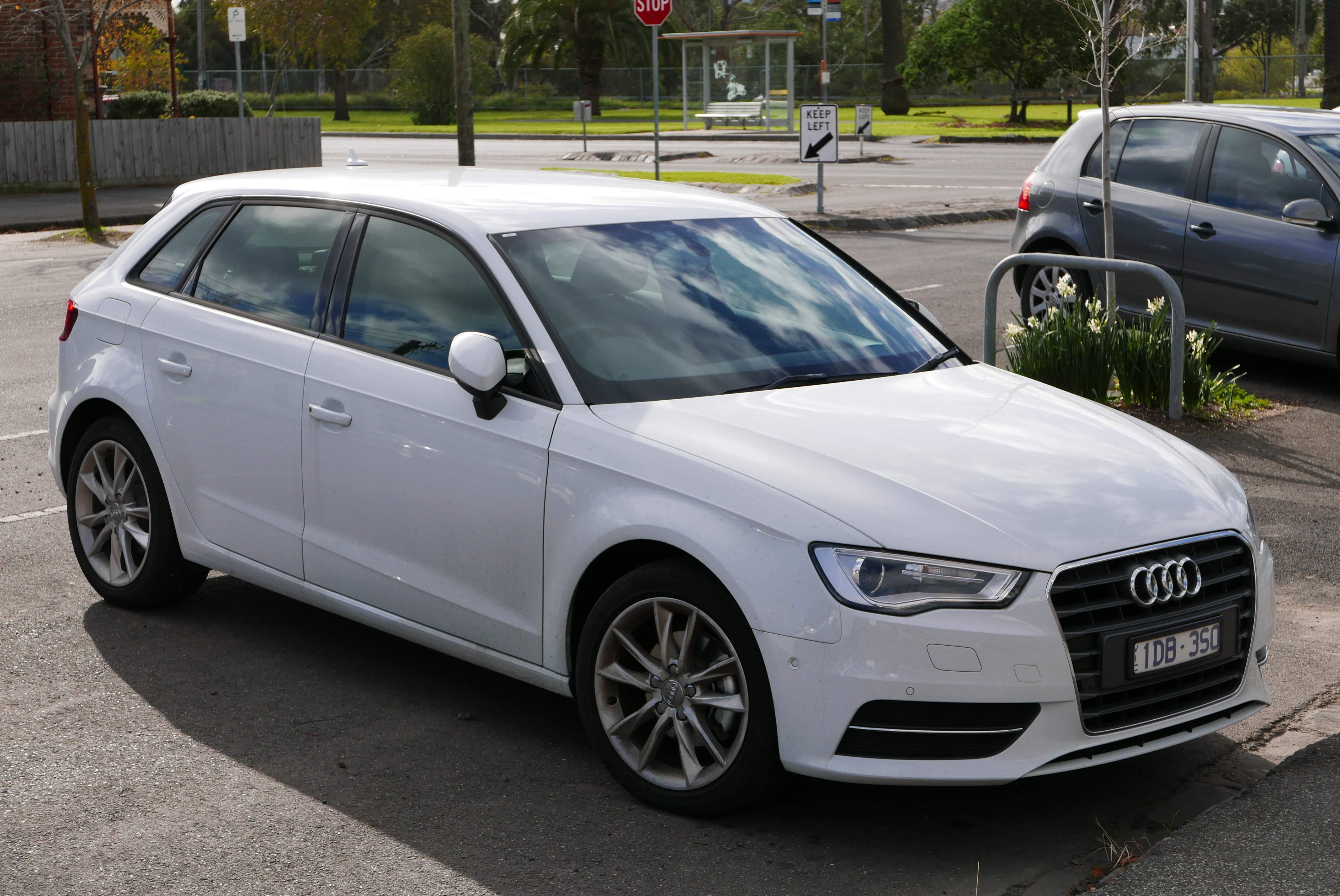
Sportback  по 2017
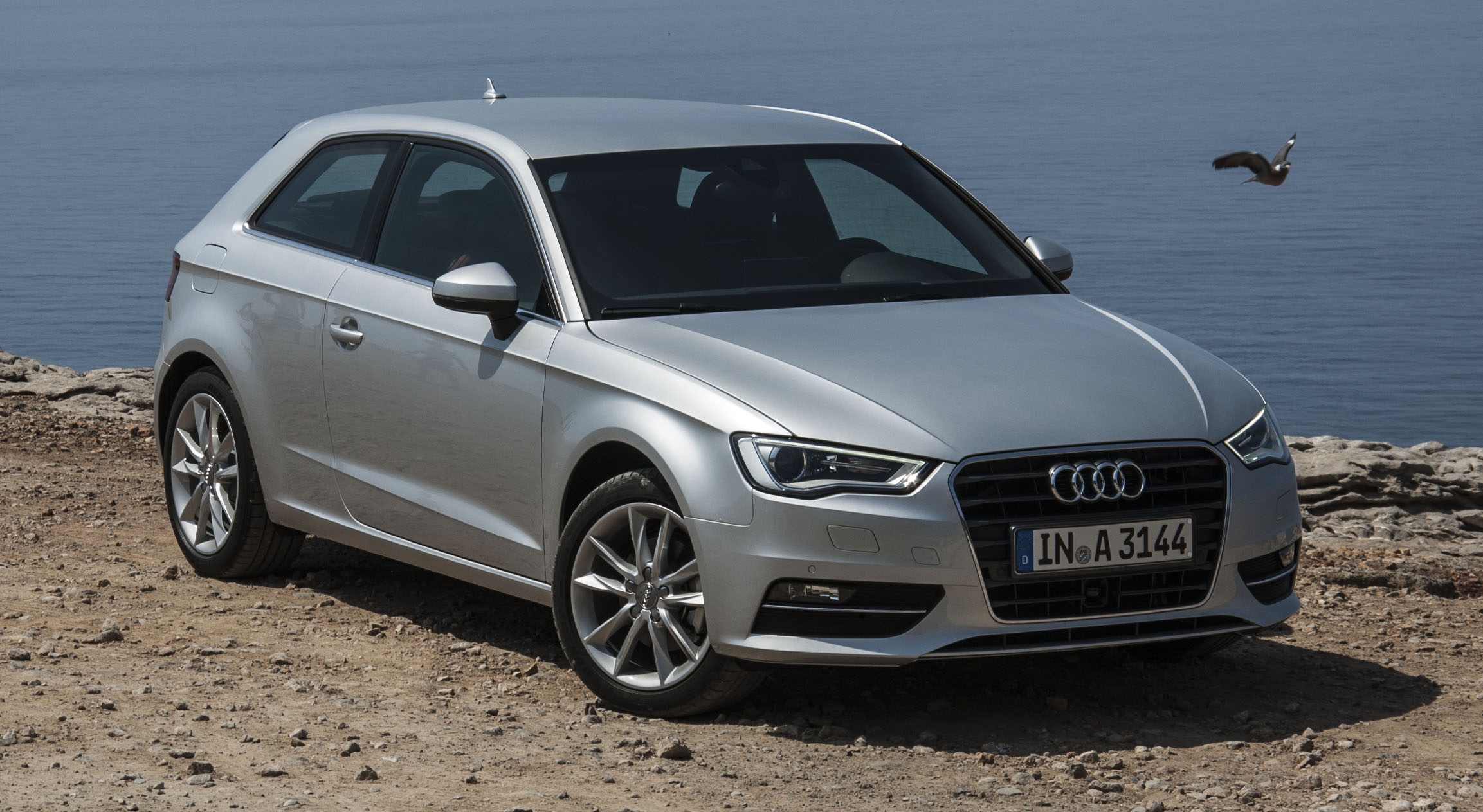
3-дв. хетчбек  по 2017
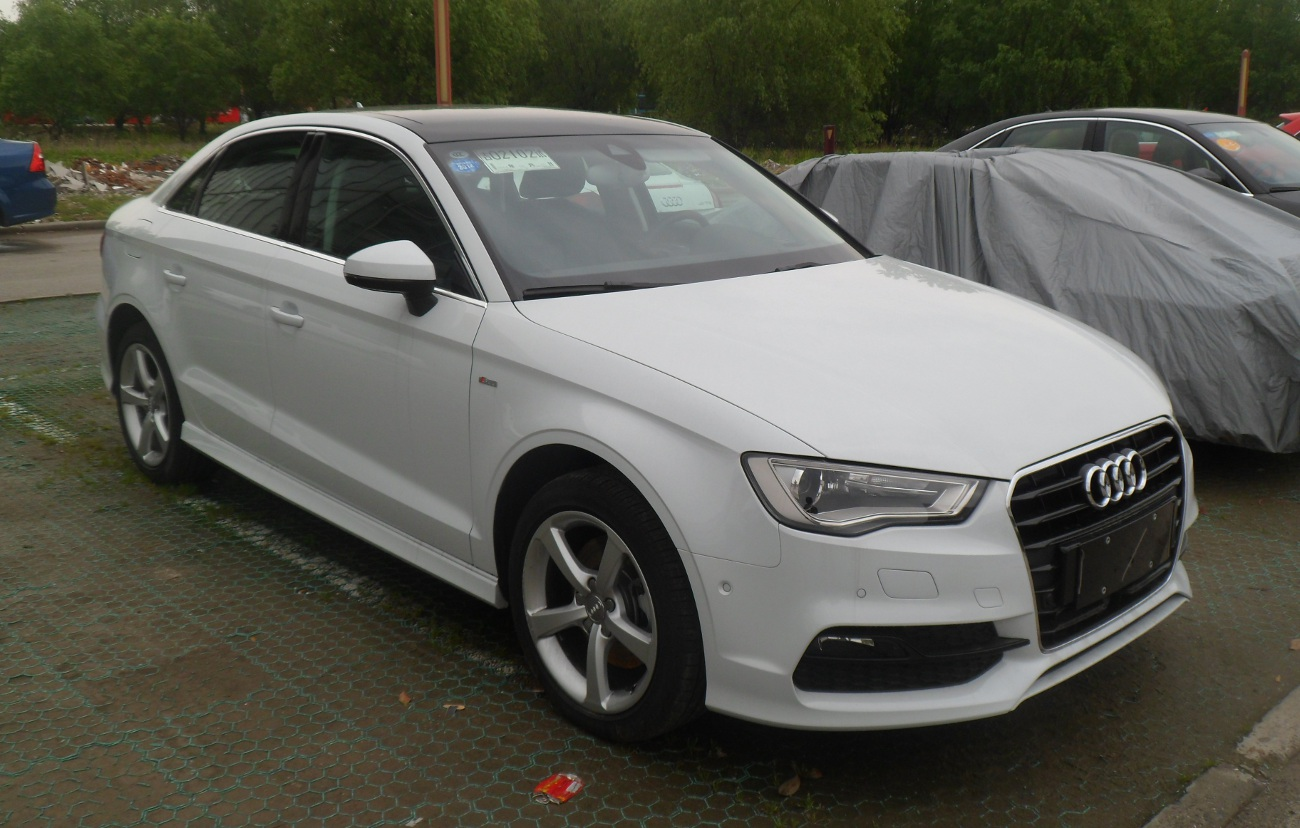
седан  по 2017
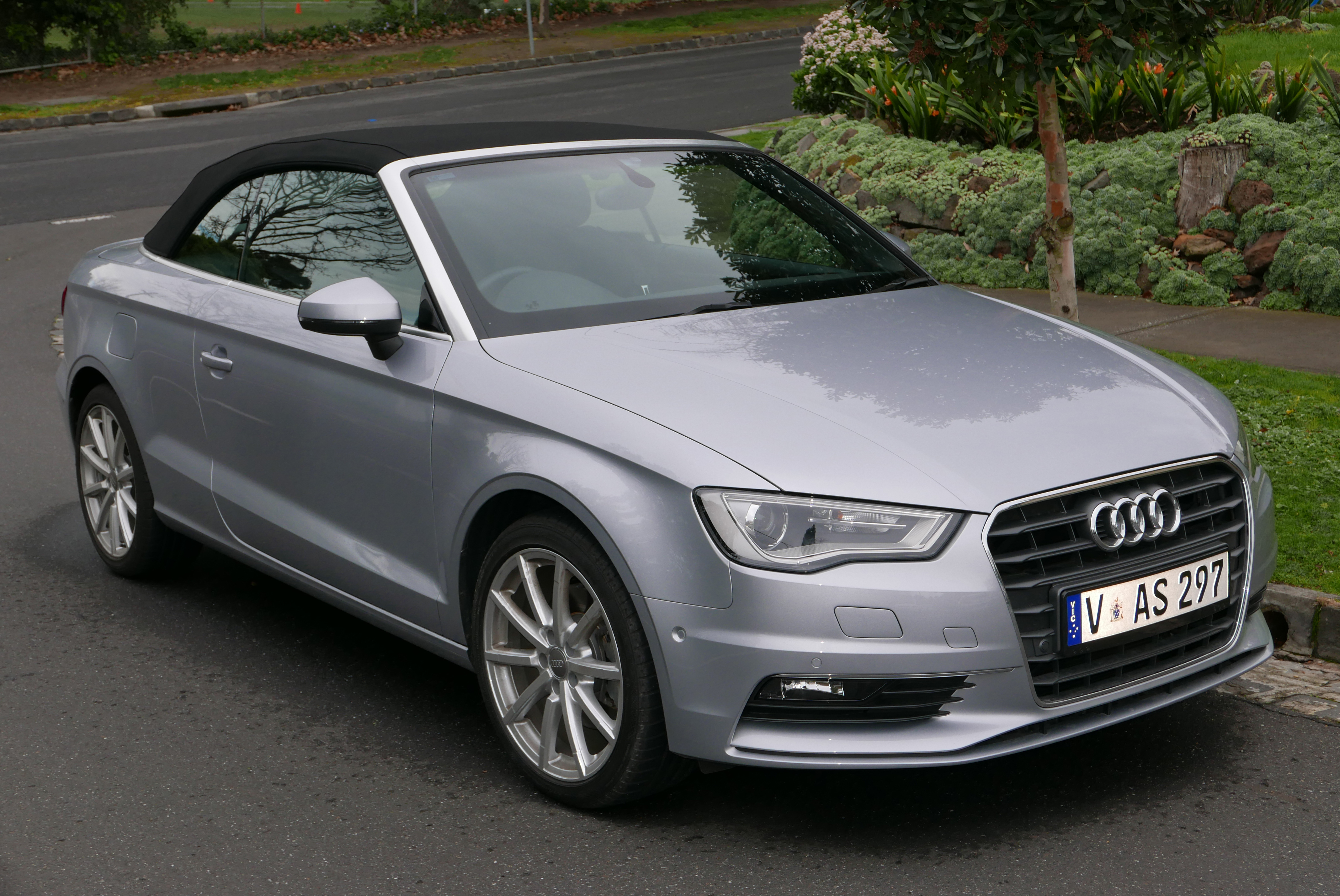
кабріолет  по 2017
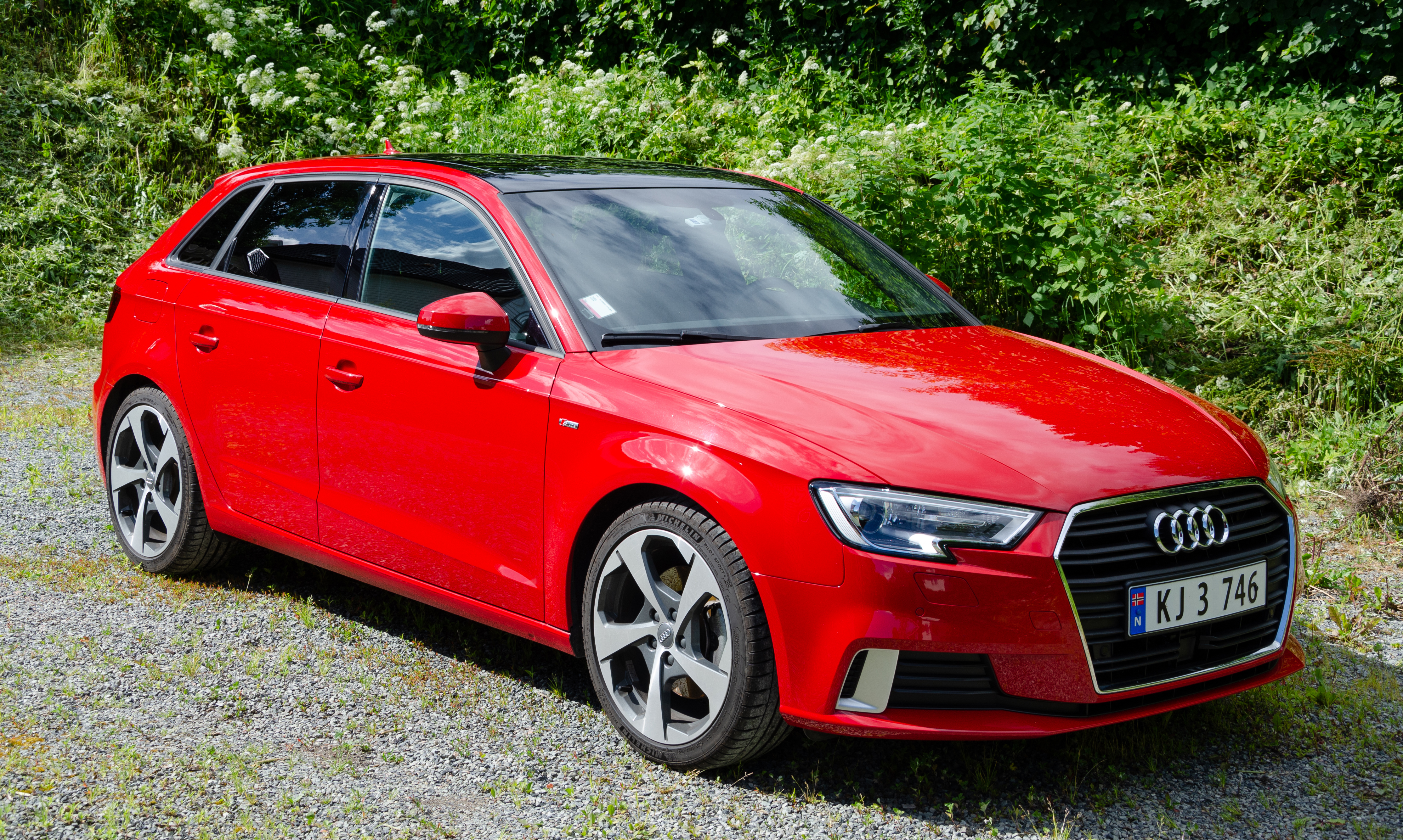
Audi A3 Спортбек від 2017р (рестайлінг)

### Двигуни
- 1.0 л I3 Turbo TFSI
- 1.2 л I4 Turbo FSI (TFSI)
- 1.4 л I4 Turbo FSI (TFSI)
- 1.4 л I4 Turbo FSI (TFSI) ACDT
- 1.8 л I4 Turbo FSI (TFSI)
- 2.0 л I4 TFSI
- 2.5 л I5 TFSI
- 1.6 л I4 TDI
- 2.0 л I4 TDI

## Audi A3 8Y (з 2020)

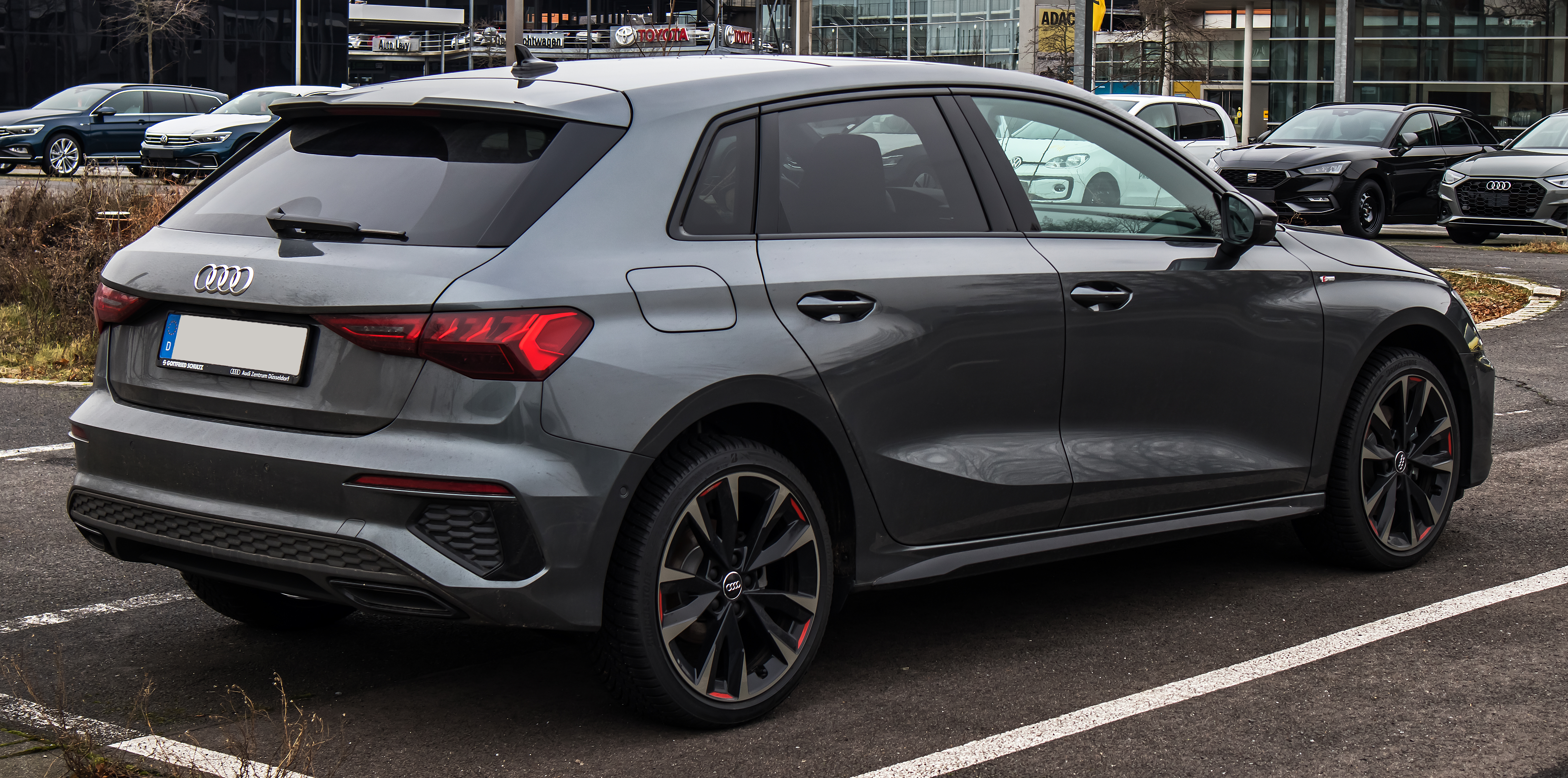
хетчбек

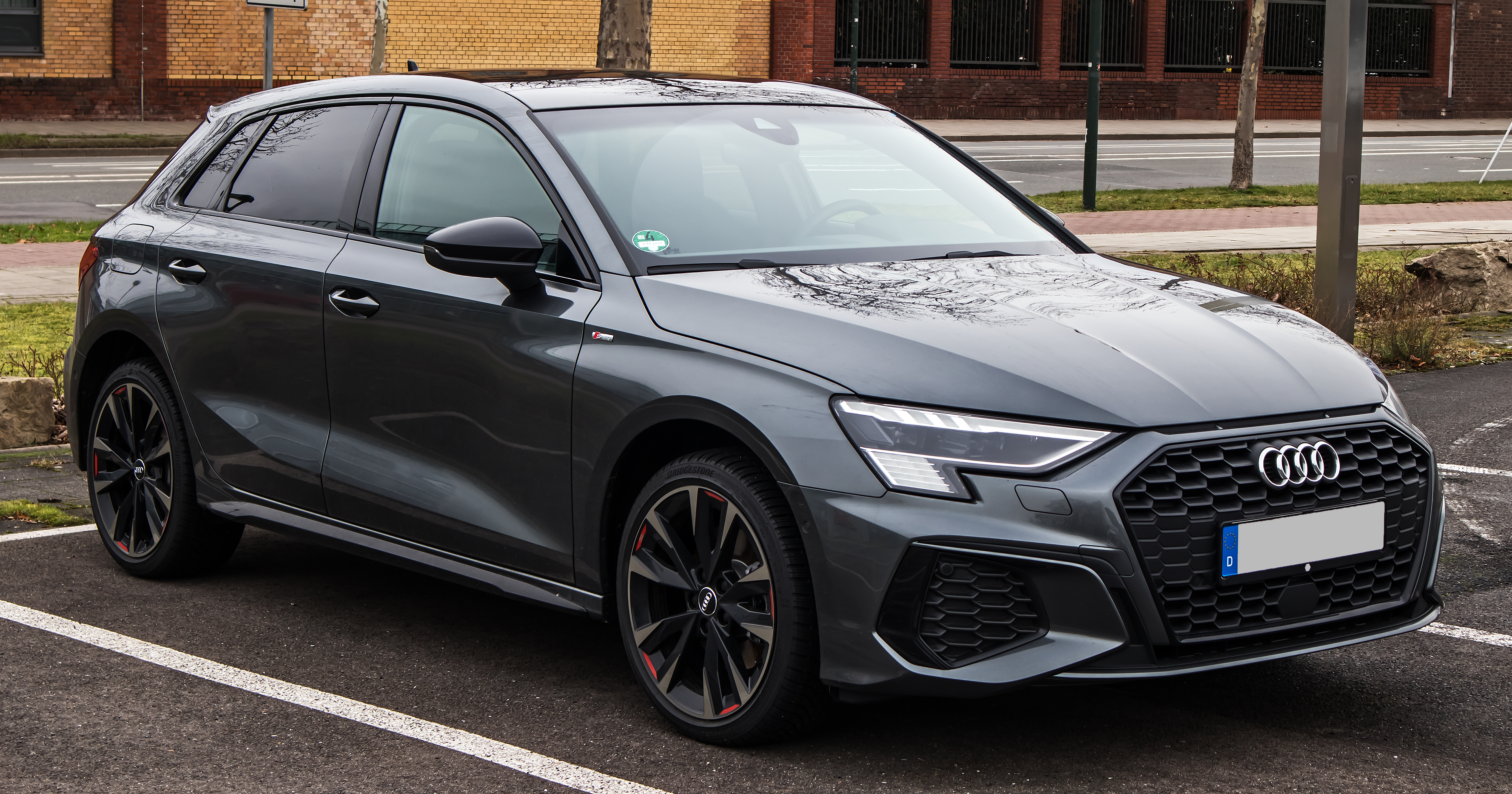
Audi A3 8Y

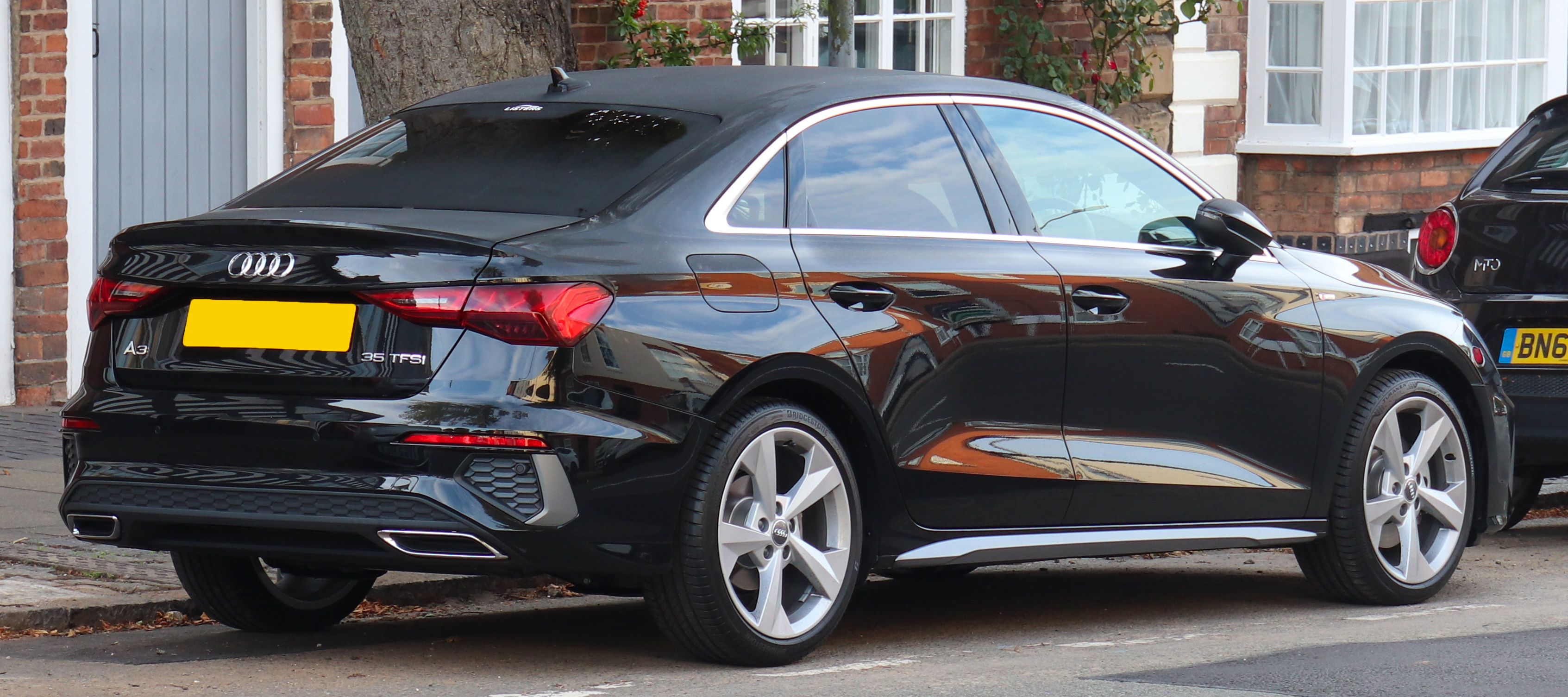
седан

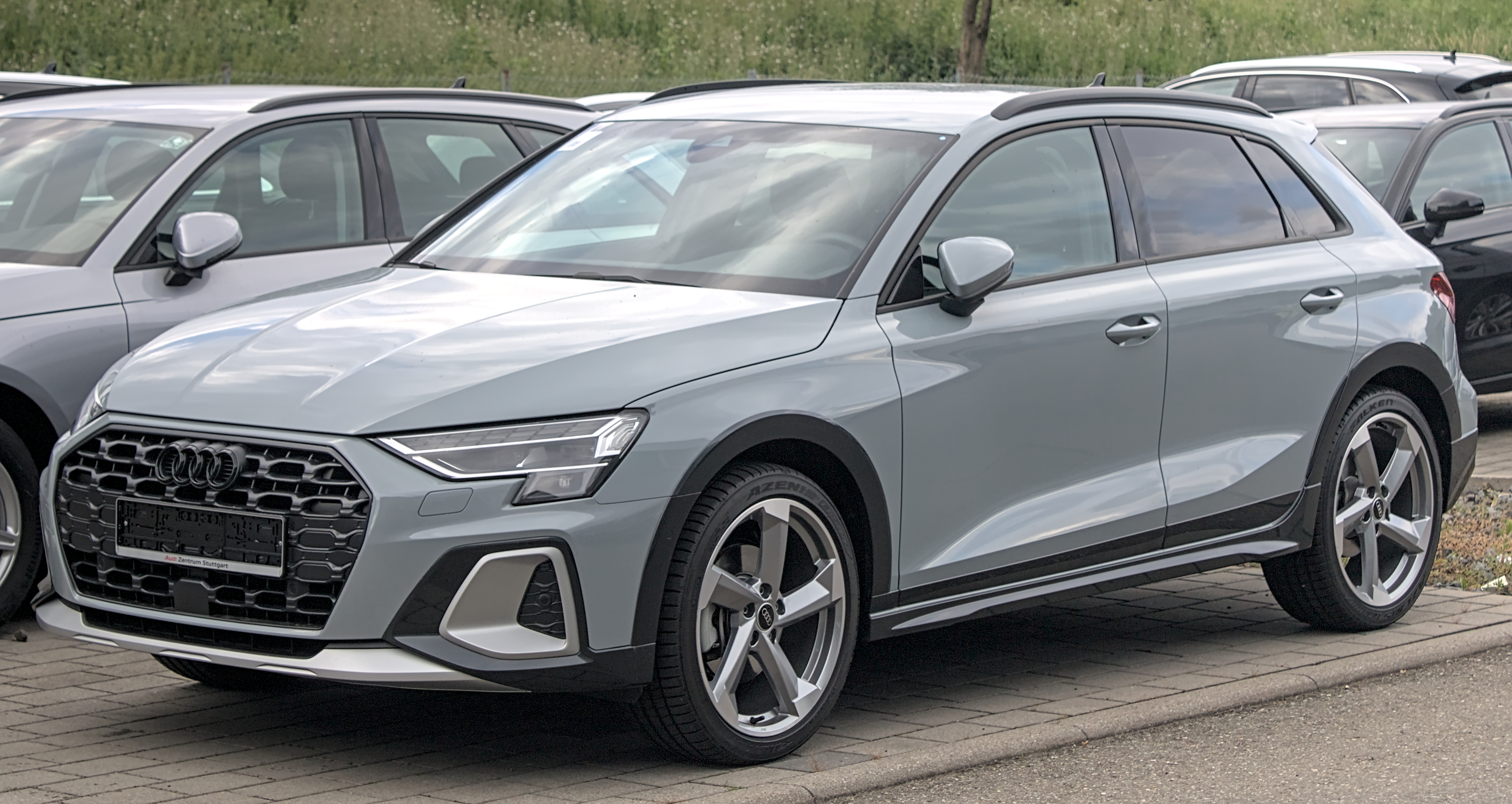
Audi A3 Allstreet

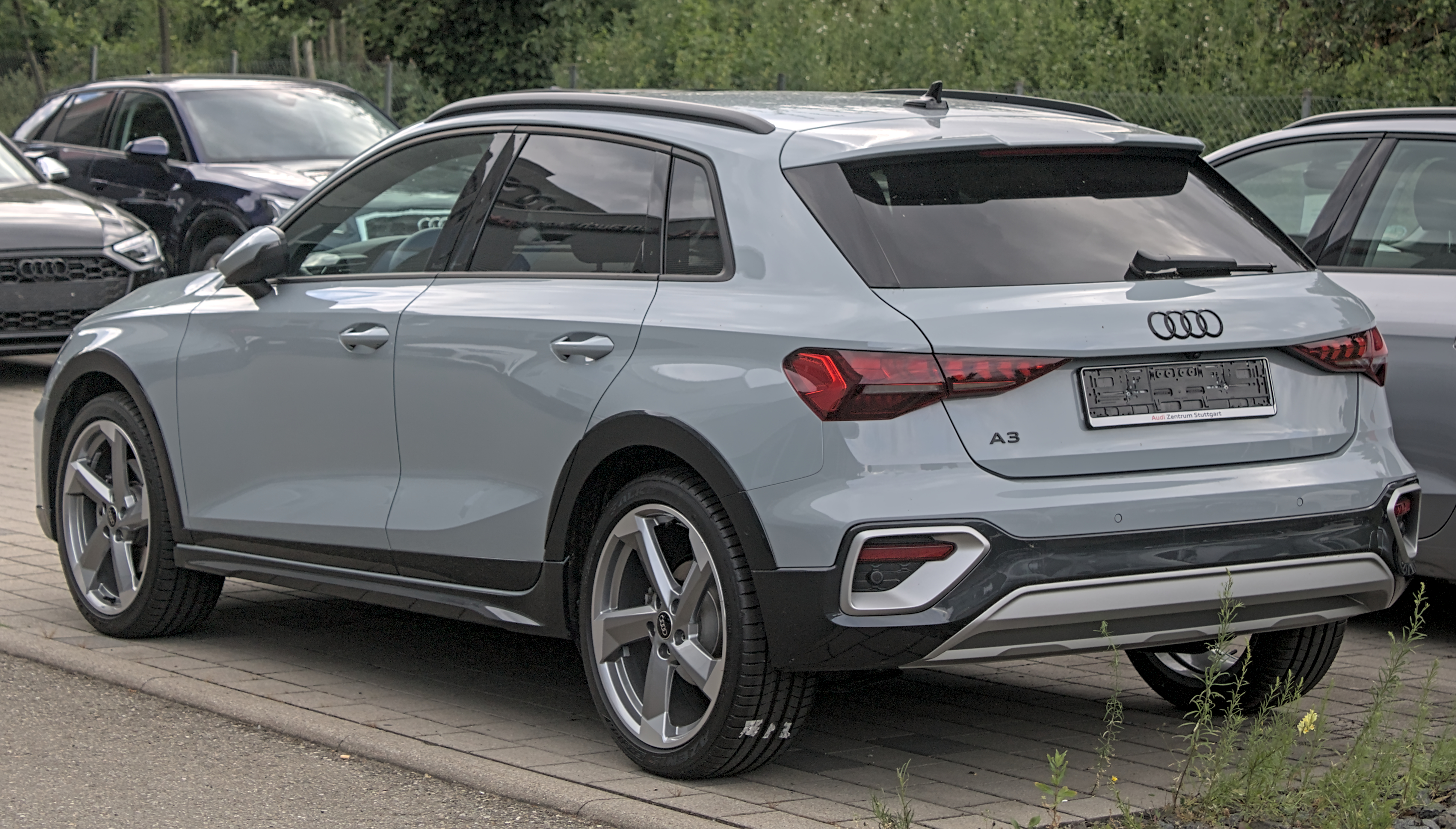
Audi A3 Allstreet

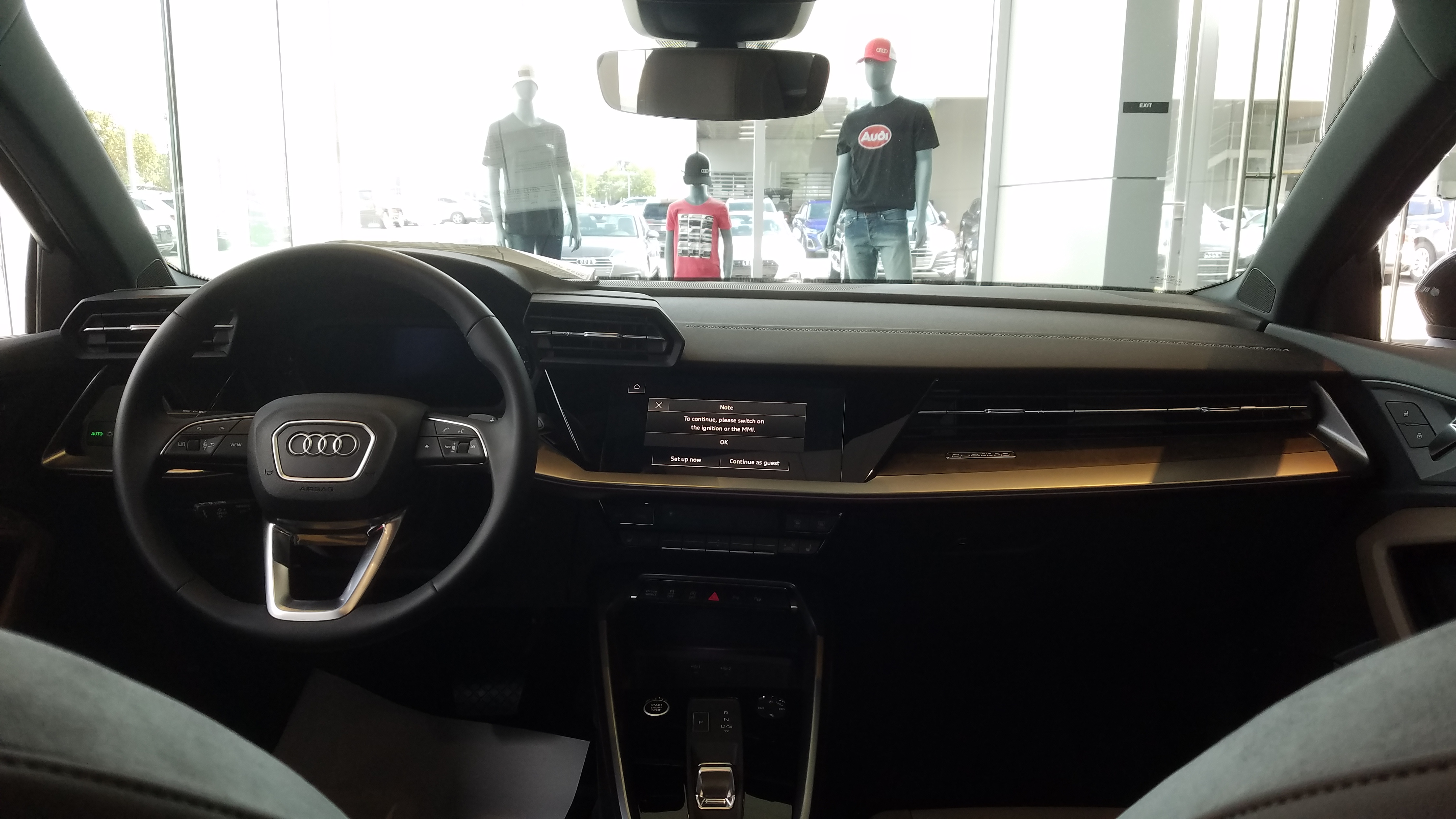

3 березня 2020 року дебютував четвертого покоління. Продажі в Європі розпочались в березні 2020 року, перші авто клієнти отримали в травні.
Audi A3 базується на платформі MQB. У всіх версій спереду стійки McPherson, конструкція ж задньої підвіски – залежить від потужності двигуна. Напівзалежна балка встановлюється на версіях до 150 сил, в інших випадках ззаду — багатоважільна. Висота і колісна база не змінилися — 1,43 і 2,64 м відповідно. Довжина і ширина дещо збільшились — до 4,34 і 1,82 м відповідно (було 4,31 і 1,79 м). Об'єм багажного відсіку спочатку варіювався від 365 до 1100 л, а нині — від 380 до 1200 л.
За замовчуванням новинка комплектується системами автоматичного гальмування і попередження про відхід зі смуги. Додатковою функцією є активний круїз-контроль з функцією напів-автопілота. Мультимедійна система MMI — третього покоління працює в десять разів швидше попередньої. Клієнтам доступні: розширена навігація, що прокладає маршрути з урахуванням трафіку і алгоритмів роботи дорожньої інфраструктури, LTE-зв'язок, точка Wi-Fi, протоколи Android Auto і Apple CarPlay, а також додаток для смартфону, за допомогою якого можна керувати відкриттям/закриттям дверей авто і запуском двигуна. Водій отримує стандартну 10,25-дюймову цифрову панель приладів, яку може оновити до 12,3-дюймового Audi Virtual Cockpit. Віртуальна кабіна А3 2023 року пропонує три варіанти дизайну та повнокольорову карту з фото Google Earth.
Стандартна Audi A3 має розхід 8.7 л на 100 км в місті і 6.5 л на шосе. Базовим є передній привід, додатково доступна система повного приводу Quattro для надійного керування на слизькому дорожньому покритті. Опціональна система Audi Drive Select дозволяє налаштувати динаміку продуктивності моделі. Існує чотири налаштування: Comfort, Dynamic, Individual і Auto.

### Плагін-гібрид A3 40 TFSI e
В кінці вересня 2020 року було представлено гібридну модифікацію Audi A3 нового покоління вартістю від €37 470,92 на внутрішньому ринку в Німеччині. Модель здатна проїхати до 78 км на одній зарядці батареї ємністю 13 кВтг в режимі електромобіля та головне інше: хетчбек споживає всього 1,4 — 1,5-літри палива на 100 км пробігу в гібридному режимі.

### Двигуни
- 1.0 L EA211 CHYB turbo 116 к.с. 200 Нм
- 1.4 L EA211 I4 t/c ACDT PHEV System
- 1.5 L EA211 evo turbo I4 (mild hybrid) 150 к.с. 250 Нм
- 2.5 L EA 855 evo I5 TFSI 340 к.с. 450 Нм (RS3)
- 2.0 L EA888 I4 TFSI 310 к.с. 400 Нм (S3)
- 1.6 L EA288 evo 4 TDI 116 к.с. 300 Нм
- 2.0 L EA288 evo 4 TDI 150 к.с. 360 Нм

## Нагороди
- Нагорода «Золотий руль» від журналу «Bild am Sonntag» (1996 рік)
- Нагорода «Автотрофей» від журналу «Autozeitung» (1997 рік)
- Найкращий Автомобіль за версією читачів журналу «Auto Motor und Sport» (1997, 1999, 2000 рік)
- Бразильський автомобіль року (2000 рік)
- Південноафриканський автомобіль року (2006 рік)